# Subotica (Svilajnac)
Pour les articles homonymes, voir Subotica (homonymie).
Subotica (en serbe cyrillique : Суботица) est un village de Serbie situé dans la municipalité de Svilajnac, district de Pomoravlje. Au recensement de 2011, il comptait 648 habitants.
Subotica est située sur les bords de la Resava.

## Démographie

### Évolution historique de la population
| 1948  | 1953  | 1961  | 1971  | 1981  | 1991  | 2002 | 2011 |
| ----- | ----- | ----- | ----- | ----- | ----- | ---- | ---- |
| 1 142 | 1 183 | 1 231 | 1 231 | 1 292 | 1 256 | 757  | 648  |

|  |